# Теодорос Папалукас
Теодорос Папалукас (грч. Θεόδωρος Παπαλουκάς; Атина, 8. мај 1977) је бивши грчки кошаркаш. Такође, он је један од најбољих играча у историји Евролиге.

## Клупска каријера
Професионалну каријеру започео је у атинском клубу Дафни, за који је играо од 1997. до 1999. Након тога сели се у Паниониос где игра до 2001. Добре игре га препоручују Олимпијакосу за који наступа једну сезону. 
Ипак, највећа достигнућа доживеће наступајући за ЦСКА Москву од 2003. до 2008. Тада осваја 6 државних шампионата и две Евролигашке титуле, као и велики број играчких признања. 
Године 2008. се враћа у Олимпијакос где наступа још три сезоне, затим је одиграо једну сезону у Макаби Тел Авиву а своју последњу сезону је одиграо у ЦСКА одакле се пензионисао 2013. године.

## Репрезентација
Са репрезентацијом Грчке је освојио златну медаљу на Европском првенству 2005. и сребрну медаљу на Светском првенству 2006.